# Aitor Karanka
Aitor Karanka de la Hoz (18. september 1973 i Vitoria, Álava, Spanien) er en tidligere spansk fodboldspiller og nuværende fodboldtræner, der i øjeblikket er cheftræner for Middlesbrough F.C..

## Titler

### Klub
Real Madrid
- UEFA Champions League: 1997–98, 1999–2000, 2001–02
- Intercontinental Cup: 1998
- La Liga: 2000–01
- Supercopa de España: 1997, 2001

### Landshold
Spain U21
- UEFA European Under-21 Championship: 2'er 1996; 3'er 1994